# Paropsia
Paropsia es un género  de plantas fanerógamas perteneciente a la familia Passifloraceae. Comprende 27 especies descritas y de estas, solo 8 aceptadas.
Es originario de Madagascar.

## Taxonomía
El género fue descrito por Noronha ex Thouars y publicado en Histoire des Végétaux Recueillis dans les Isles Australes d'Afrique 59–60. 1805. La especie tipo es: Dicrocaulon pearsonii N.E. Br.  

## Especies aceptadas
A continuación se brinda un listado de las especies del género Paropsia aceptadas hasta julio de 2014, ordenadas alfabéticamente. Para cada una se indica el nombre binomial seguido del autor, abreviado según las convenciones y usos.	
- Paropsia braunii Gilg
- Paropsia brazzaeana Baill.
- Paropsia edulis Noronha ex Thouars
- Paropsia grewioides Welw. ex Mast.
- Paropsia guineensis Oliv.
- Paropsia humblotii H. Perrier
- Paropsia madagascariensis (Mast.) H. Perrier
- Paropsia varecifomis (Griff.) Mast.